# جيمس فورمان
جيمس فورمان (بالإنجليزية: James Forman)‏ هو كاتب أمريكي، ولد في 4 أكتوبر 1928 في شيكاغو في الولايات المتحدة، وتوفي في 10 يناير 2005 في واشنطن العاصمة في الولايات المتحدة بسبب سرطان القولون. كان نشطاً في لجنة التنسيق الطلابية اللا عنفية، وحزب النمر الأسود، واتحاد العمال لذوي البشرة السوداء الثوري. وكان الأمين التنفيذي للجنة التنسيق الطلابية اللا عنفية من 1961 إلى 1966، لعب فورمان دوراً بارزاً في الركّاب الأحرار، وحركة ألباني، وحملة برمنغهام، ومسيرات من سيلما إلى مونتغرمي. بعد الستينيات، قضى فورمان بقية حياته في تنظيم ذوي البشرة السوداء بشأن قضايا المساواة الاجتماعية والاقتصادية. درّس في الجامعة الأميركية وغيرها من المؤسسات الرئيسية. كتب عدة كتب توثق تجاربه داخل الحركة وفلسفته السياسية المتطورة. من كتاباته، سامي يونج جونيور: أول طالب جامعي أسود يموت في حركة التحرير السوداء (1969)، صنع الثوار السود (1972 و1997)، وتقرير المصير: دراسة المسألة وتطبيقها على الشعب الأمريكي الأفريقي (1984).  دعته صحيفة نيويورك تايمز بأنه "رائد الحقوق المدنية الذي جلب رؤية ثورية عنيفة ومهارات تنظيمية مُتقنة إلى كل معركة في الحقوق المدنية الكبرى في الستينيات.

## النشأة والتعليم
ولد فورمان في 4 أكتوبر 1928، في شيكاغو، إلينوي. عندما كان طفلًا يبلغ من العمر 11 شهراً أُرسل للعيش مع جدته «ماما جين»، في مزرعتها في مقاطعة مارشال بولاية مسيسيبي. ترعرع في بيئة «فقيرة قذرة»، لم يكن من غير المألوف بالنسبة له أن يأكل الأوساخ لأنه كان يعتقد أن لها بعض القيم الغذائية. في سيرته الذاتية، وصف أكل الأوساخ بأنه «عنصر أساسي» في نظامه الغذائي. وذكر أنه كان «جائعاً طوال الوقت». لم يكن لعائلته مرحاض خارجي ولا كهرباء. لقد استخدموا الأوراق، والصحف، والذرة الصفراء لورق التواليت واستخدموا الأغصان كفرشاة أسنان. على الرغم من هذه الأشياء، يدعي فورمان أنه لم يشكك أبداً في فقره ولم يفهمه في ذلك الوقت. ذات مرة رأته عمته ثيلما وهو يقرأ كتالوج التسوق في الظلام. كونها معلمة في المدرسة، اهتمت بالإسراع بتدريس جيمس وأعطته دروساً في المنزل. ينسب جيمس نجاحه في نهاية المطاف إلى تربيته، قائلاً إن جدته منحته إحساساً بالعدالة بينما أعطته عمته ناراً فكرية. 

### الوعي للعنصرية
كانت أول تجربة لجيمس تتعلق بالإعدام دون محاكمة عندما ظهر رجل أبيض على عتبة بابه، وطلب الطعام وطلب عدم إخبار أي شخص بمكان وجوده. في اليوم التالي، انتشرت الأخبار بأن رجلاً أبيض قد قُتل على الرغم من أن فورمان لم يعرف السبب أبداً. عندما كان فورمان تقريباً في سن السادسة، تعرض لأول تجربة له مع الفصل العنصري. أثناء زيارته لعمته في ولاية تينيسي، أراد فورمان شراء كوكا كولا من متجر مشروبات محلي. قيل له إذا أراد شراء واحدة، عليه أن يشربها في الخلف وليس على المنضدة. عندما سأل فورمان عن السبب قيل له «يا ولد، أنت زنجي». كانت هذه هي المرة الأولى في حياته التي أدرك فيها أنه بسبب لون بشرته، كانت هناك أشياء يمكن أن يفعلها وأشياء لا يستطيع القيام بها، وكان للآخرين الحق في إخباره بما يمكنه فعله وبما لا يمكنه فعله.
في صيف عام 1935، انتقل فورمان إلى شيكاغو ليعيش مع والدته وزوج والدته. في شهر سبتمبر، التحق بمدرسة سانت أنسيلم الكاثوليكية، وهي أول مدرسة رسمية له، وتم وضعه على الفور في الصف الثاني. لقد تكيف مع حياته الجديدة في شيكاغو بشكل جيد إلى حد ما، عندما كان يلعب مع أطفال الحي كان يرمي الحجارة والعلب على المارة من ذوي البشرة البيضاء وكان يلقي الطوب من الأسطح وعلى سيارات الشرطة. ومع ذلك، ضغطت مدرسته الجديدة عليه لاعتناق الكاثوليكية، لأنه عندما يصبح في الصف السادس سيكون اعتناقه للبروتستانتية ”قضية كبيرة". كونه البروتستانت الوحيد في مدرسة كاثوليكية بالكامل، وضع هذا جيمس في "اضطراب عاطفي كبير". لذلك قرر جيمس الانتقال إلى المدرسة المحلية العامة، مدرسة بيتسي روس للقواعد. وقام بعمل جيد هناك لدرجة أنه سُمح له بتخطي الفصل الأول من الصف السابع.
من سن السابعة وما بعده، جنى جيمس مبلغاً صغيراً من عمليات البيع في صحيفة مُدافع شيغاغو. كان في كثير من الأحيان يقرأ هذه الصحف التي ساعدت في تطوير «شعور قوي بالاحتجاج» لديه. قرأ أعمال بوكر تي واشنطن ودبليو أي بي دو بويس، كان متأثراً بشدة بدو بويس. ووصف واشنطن بأنه مُدافع وكثيراً ما اقتبس عن دو بويس ودعواته للنهوض بالسود من خلال التعليم. لم يكن قد دخل المدرسة الثانوية بعد، لكن بالنسبة لجيمس «كانت مسألة العرق في ذهني، أمام عيني وفي دمي».
بعد الانتهاء من تعليمه الابتدائي، التحق فورمان في أكاديمية إنجيلوود الإعدادية التقنية. بدأ حياته في المدرسة الثانوية من خلال اتخاذ الدورات المهنية بدلاً من الدورات الدراسية العامة قبل الجامعة. ما أدى إلى أداء ضعيف لينتهي في نهاية المطاف إلى إيقافه في المدرسة. أُرسل إلى مدرسة للمتابعة، ثانوية واشبورن. حصل على وظيفة كعامل لف الجرائد في كوينو للصحافة، وانضم إلى عصابة تعرف باسم «الجندي الحادي والستين». كان نشاط عصابته محدودًا للغاية وقال إنه يعتقد أن تعاطي المخدرات ما هو إلا «مضيعة للوقت».  وفي سن الرابعة عشرة اكتشف جيمس فورمان الذي كان يدعى جيمس روفوس أن زوج والدته لم يكن أباه الحقيقي. كان والده الحقيقي سائق سيارة أجرة التقى به فورمان مصادفة حيث قدم له نفسه حين كان يعمل في محطة وقود زوج والدته.
عندما عاد فورمان إلى المدرسة الثانوية عاد إلى الدورات الدراسية العامة وكان طالب شرف. خلال المدرسة كان متأثرًا بكتابات شخصيات مثل ريتشارد رايت وكارل ساندبورغ. حصل على تدريب ضباط الاحتياط وميدالية شيكاغو تريبيون الفضية والذهبية لكفاءته كضابط غير مكلف. كان ملازمًا بعد التخرج. وكان أيضاً الطالب المتفوق في فصله الذي حصل على مقابلة في شيكاغو تريبيون. خلال المقابلة، قال إنه عندما نشأ أراد أن يصبح «إنسانياً» ووزيراً بدلاً من مبشر. تخرج من المدرسة الثانوية في يناير عام 1947. 
بعد وقت قصير من تخرج فورمان من المدرسة الثانوية طُرد من منزله بعد مشادة مع زوج والدته حاول الانضمام إلى جيش الولايات المتحدة لمدة عامين ولكن بسبب الكوتا العرقية انتهى به الأمر بالانضمام إلى سلاح الجو الأمريكي لمدة ثلاث سنوات. بسبب الحرب الكورية تم تمديد إقامته إلى أربع سنوات. إلا أن فورمان ندم لقراره ووصف القوات المسلحة بأنها «آلة لا إنسانية تدمر الفكر والإبداع من أجل الحفاظ على النظام الاقتصادي والأساطير السياسية للولايات المتحدة». التقى بزوجته الأولى، ماري، في كاليفورنيا قبل أسبوعين من الإبحار إلى أوكيناوافي عام 1948. انفصلا بعد ثلاث سنوات، في عام 1951. بعد إبراء ذمته، انتقل فورمان المفلس إلى الأحياء الفقيرة في أوكلاند. وفي النهاية تمكن من جمع ما يكفي من المال للحضور في جامعة جنوب كاليفورنيا. خلال فصله الدراسي الثاني، بعد ليلة طويلة من الدراسة، توقفت سيارة شرطة أمامه، استدعوه وقالوا إن عملية سطو قد وقعت وأن فورمان بدا مريباً لهم. نفى فورمان ارتكاب أي مخالفات ولكن تم القبض عليه على كل حال. طالب بمكالمة هاتفية ومختلف الحقوق المدنية الأخرى، لكن بدلاً من ذلك تم حبسه لمدة ثلاثة أيام مع تعرضه للضرب والاستجواب. تسبب له هذا الأمر بصدمة شديدة، مما تتطلب علاجه.
تغلب فورمان على صدمته وعاد إلى شيكاغو في عام 1954. توفي زوج والدته في ذلك الصيف والتحق بجامعة روزفلت في الخريف. أصبح رئيسًا للهيئة الطلابية في روزفلت وتخرج في ثلاث سنوات. ثم انتقل فورمان إلى كلية الدراسات العليا في جامعة بوسطن حيث بدأ في تطوير أفكار حركة اجتماعية ناجحة. أراد للسود أن يجتمعوا ويبدؤوا بحركة واضحة. كان يعلم أن الحركة يجب أن تستخدم العمل المباشر اللا عنفي، وأن يبدأ هو والطلاب في الجنوب. لقد كان أيضاً ضد القادة الانفراديين، والذين يتمتعون بشخصية ملهمة وبراقة لأنه أراد لكل ما تم إنشاؤه أن يستمر لا أن يموت مع الزعيم. في عام 1958 زار ليتل روك، أركنساسلانه لأنه سئم من كونه «ثوريًا عديم النفع». قام بالتدريس في المدارس العامة في شيكاغو وعمل مع المزارعين المستأجرين المحرومين في ولاية تينيسي قبل انضمامه إلى لجنة التنسيق الطلابية اللا عنفية.

## التنظيم الوطني مع لجنة التنسيق الطلابية اللا عنفية
في عام 1961، انضم فورمان إلى لجنة التنسيق الطلابية اللا عنفية التي تم تشكيلها حديثاً. من عام 1961 إلى عام 1966، أصبح فورمان -الذي كان الأقدم والأكثر خبرة من معظم الأعضاء الآخرين في لجنة التنسيق الطلابية اللا عنفية- مسؤولاً عن توفير الدعم التنظيمي للشباب النشطاء المرتبطين على نحو حر من خلال دفع الفواتير وتوسيع الموظفين المؤسسيين بشكل جذري والتخطيط اللوجستي للبرامج. تحت قيادة فورمان وآخرين، أصبحت لجنة التنسيق الطلابية اللا عنفية لاعباً سياسياً هاماً في ذروة حركة الحقوق المدنية. بدأت لجنة التنسيق الطلابية اللا عنفية تابعةً لحركة مارتن لوثر كينغ جونيور «مؤتمر القيادة المسيحية الجنوبية». في بعض الأحيان، اشتبك أسلوب فورمان الأكثر مواجهة وتطرفًا مع نهج كينغ المسيحي السلمي.
في أغسطس عام 1961، سُجن فورمان مع دعاة حرية آخرين وذلك لأنهم احتجوا على مرافق معزولة في مونرو بولاية شمال كارولينا. هذه الأمر جعله على اتصال مع المتشدد روبرت إف. ويليامز الذي حاز على إعجاب فورمان. بعد تعليق العقوبة، وافق فورمان على أن يصبح سكرتيرًا تنفيذيًا للجنة التنسيق الطلابية اللا عنفية.
لم يكن انتقاد فورمان من حين لآخر للدكتور كينغ مجرد ممارسة سياسية، بل كان يعكس قلقاً حقيقياً بشأن الاتجاه الذي كان الملك يقود فيه الحركة. وشكك على وجه التحديد في أسلوب قيادة كينغ من أعلى إلى أسفل، الذي اعتبره تضعضعًا لتطوير الحركات الشعبية المحلية. على سبيل المثال، بعد دعوة و. ج. أندرسون إلى كينغ للانضمام إلى حركة ألباني، انتقد فورمان هذه الخطوة لأنه شعر أن الكثير من الضرر يمكن أن يحدث من خلال التدخل في مجمع المسيح. واعترف بأن وجود كينغ سوف ينتقص من التركيز على قيادة الشعب المحلي في الحركة بدلاً من تكثيفه. وردد فورمان مخاوف أولئك الذين في لجنة التنسيق الطلابية اللا عنفية وحركة الحقوق المدنية الأوسع نطاقاً الذين رأوا الأخطار المحتملة المتمثلة في الاعتماد بشدة على زعيم ديناميكي واحد.

## وصلات خارجية
- جيمس فورمان على موقع IMDb (الإنجليزية)
- جيمس فورمان على موقع قاعدة بيانات الفيلم (الإنجليزية)